# Усть-Ужеп
Усть-Ужеп — арбан (посёлок) в Каа-Хемском кожууне Республики Тыва. Входит в состав Сизимского сумона.
Код ОКАТО: 93220825003. Код ОКТМО: 93620425111. Почтовый индекс:668415.

## География
Селение основано в таёжной местности, у реки Малый Енисей, у впадения в неё р. Ужеп (откуда и русское название).
В арбане одна улица — Набережная.

## История
Место поселения староверов часовенного согласия.

## Население
| 2002 | 2010 |
| ---- | ---- |
| 152  | ↗168 |

## Транспорт
Водный, автомобильный транспорт

## Инфраструктура
В поселке имеется основная школа (1-9 класс), клуб, таксофон

## Экономика
Туризм. Охота.